# NGC 7027
NGC 7027 هي مجرة تتبع كوكبة الدجاجة. اكتشفها إدوارد ستيفان في 1878.
في عام 2019 استطاعت مجموعة من الباحثين من معهد ماكس بلانك لعلم الفلك الراديوي ببون رصد أيونات هيدريد الهيليوم في أحد السدم الكوكبية، وهو إن جي سي 7027 ، ويبعد عنا نحو 3000 سنة ضوئية .

يعتبر أيون هيدريد الهيليوم أول جزيء نشأ في الكون قبل 13 مليار سنة . وظل العلماء يبحثون عنه في الكون وكان العثور عليه صعبا واحتاج سنوات طويلة في الرصد والبحث.

## روابط خارجية
- NGC 7027 على موقع ويكي سكاي: DSS2, SDSS, GALEX, IRAS, Hydrogen α, X-Ray, Astrophoto, Sky Map, Articles and images